# Конституція Португалії
Консти́туція Португа́лії (порт. Constituição de Portugal) — конституція (основний закон) Португалії, чинний від 1976 року. Складена Конституційною асамблеєю 25 квітня 1975 року після перемоги лівих сил у Революції гвоздик. Прийнята 2 квітня 1976 року португальським Парламентом. Набула чинності 25 квітня 1976 року, замінивши собою попередню конституцію 1933 року. Написана у соціалістичному дусі. Найдовша і наймарудніша з усіх попередніх португальських конституцій; нараховує 32 тисячі слів. За свою історію переглядалася 7 разів: у 1982, 1989, 1992, 1997, 2001, 2004 і 2005 роках. Офіційна назва — Конститу́ція Португа́льської Респу́бліки (порт. Constituição da República Portuguesa)

## Історія
- Конституція Португалії (1822) — після Ліберальної революції 1820 року.
- Португальська конституційна хартія (1826)
- Конституція Португалії (1838) — після Ліберальних воєн 1828—1834 років.
- Конституція Португалії (1911) — після Португальської революції 1910 року.
- Конституція Португалії (1933) — після Національної революції 1926 року